# Sri Lanka... my Shangri-La (single van Jack Jersey)
Sri Lanka... my Shangri-La is een single van Jack Jersey uit 1980. Het is zijn grootste hit met noteringen in Nederland, België en de drie Duitstalige landen.
Het is daarnaast de titelsong van zijn album uit dat jaar. Op de B-kant van de single staat het nummer Moon of the blues dat daar ook op staat. Zijn werk bracht hij in die jaren uit via zijn eigen label Goena Goena Records en liet hij door onder meer Dureco distribueren.
Het lied is een lofzang aan het eiland Sri Lanka. Het herinnert hem aan het land waar hij is geboren, ofwel aan toenmalig Nederlands-Indië, huidig Indonesië, om precies te zijn op het eiland West-Java. Voor de promotie van zijn werk was hij ook daadwerkelijk op Sri Lanka om een tv-special en de videoclip op te nemen.
De single werd meer dan 300.000 maal verkocht. De opbrengst ervan schonk hij aan UNICEF. Voor de Duitse markt verkreeg WEA Records de niet-exclusieve distributierechten; platenmaatschappijen die ook in de race waren voor Duitsland, waren Teldec, PolyGram en Metronome.

## Hitnoteringen

### Nederland
| Sri Lanka... my Shangri-La in de Nederlandse Top 40 van 24-5-1980 t/m 19-7-1980 | Sri Lanka... my Shangri-La in de Nederlandse Top 40 van 24-5-1980 t/m 19-7-1980 | Sri Lanka... my Shangri-La in de Nederlandse Top 40 van 24-5-1980 t/m 19-7-1980 | Sri Lanka... my Shangri-La in de Nederlandse Top 40 van 24-5-1980 t/m 19-7-1980 | Sri Lanka... my Shangri-La in de Nederlandse Top 40 van 24-5-1980 t/m 19-7-1980 | Sri Lanka... my Shangri-La in de Nederlandse Top 40 van 24-5-1980 t/m 19-7-1980 | Sri Lanka... my Shangri-La in de Nederlandse Top 40 van 24-5-1980 t/m 19-7-1980 | Sri Lanka... my Shangri-La in de Nederlandse Top 40 van 24-5-1980 t/m 19-7-1980 | Sri Lanka... my Shangri-La in de Nederlandse Top 40 van 24-5-1980 t/m 19-7-1980 | Sri Lanka... my Shangri-La in de Nederlandse Top 40 van 24-5-1980 t/m 19-7-1980 | Sri Lanka... my Shangri-La in de Nederlandse Top 40 van 24-5-1980 t/m 19-7-1980 |
| Week                                                                            | 1                                                                               | 2                                                                               | 3                                                                               | 4                                                                               | 5                                                                               | 6                                                                               | 7                                                                               | 8                                                                               | 9                                                                               |                                                                                 |
| ------------------------------------------------------------------------------- | ------------------------------------------------------------------------------- | ------------------------------------------------------------------------------- | ------------------------------------------------------------------------------- | ------------------------------------------------------------------------------- | ------------------------------------------------------------------------------- | ------------------------------------------------------------------------------- | ------------------------------------------------------------------------------- | ------------------------------------------------------------------------------- | ------------------------------------------------------------------------------- | ------------------------------------------------------------------------------- |
| Positie                                                                         | 21                                                                              | 18                                                                              | 14                                                                              | 7                                                                               | 5                                                                               | 4                                                                               | 4                                                                               | 20                                                                              | 23                                                                              | uit                                                                             |

| Sri Lanka... my Shangri-La in de Nationale Hitparade van 24-5-1980 t/m 9-8-1980 | Sri Lanka... my Shangri-La in de Nationale Hitparade van 24-5-1980 t/m 9-8-1980 | Sri Lanka... my Shangri-La in de Nationale Hitparade van 24-5-1980 t/m 9-8-1980 | Sri Lanka... my Shangri-La in de Nationale Hitparade van 24-5-1980 t/m 9-8-1980 | Sri Lanka... my Shangri-La in de Nationale Hitparade van 24-5-1980 t/m 9-8-1980 | Sri Lanka... my Shangri-La in de Nationale Hitparade van 24-5-1980 t/m 9-8-1980 | Sri Lanka... my Shangri-La in de Nationale Hitparade van 24-5-1980 t/m 9-8-1980 | Sri Lanka... my Shangri-La in de Nationale Hitparade van 24-5-1980 t/m 9-8-1980 | Sri Lanka... my Shangri-La in de Nationale Hitparade van 24-5-1980 t/m 9-8-1980 | Sri Lanka... my Shangri-La in de Nationale Hitparade van 24-5-1980 t/m 9-8-1980 | Sri Lanka... my Shangri-La in de Nationale Hitparade van 24-5-1980 t/m 9-8-1980 | Sri Lanka... my Shangri-La in de Nationale Hitparade van 24-5-1980 t/m 9-8-1980 | Sri Lanka... my Shangri-La in de Nationale Hitparade van 24-5-1980 t/m 9-8-1980 | Sri Lanka... my Shangri-La in de Nationale Hitparade van 24-5-1980 t/m 9-8-1980 |
| Week                                                                            | 1                                                                               | 2                                                                               | 3                                                                               | 4                                                                               | 5                                                                               | 6                                                                               | 7                                                                               | 8                                                                               | 9                                                                               | 10                                                                              | 11                                                                              | 12                                                                              |                                                                                 |
| ------------------------------------------------------------------------------- | ------------------------------------------------------------------------------- | ------------------------------------------------------------------------------- | ------------------------------------------------------------------------------- | ------------------------------------------------------------------------------- | ------------------------------------------------------------------------------- | ------------------------------------------------------------------------------- | ------------------------------------------------------------------------------- | ------------------------------------------------------------------------------- | ------------------------------------------------------------------------------- | ------------------------------------------------------------------------------- | ------------------------------------------------------------------------------- | ------------------------------------------------------------------------------- | ------------------------------------------------------------------------------- |
| Positie                                                                         | 18                                                                              | 19                                                                              | 6                                                                               | 5                                                                               | 5                                                                               | 3                                                                               | 11                                                                              | 21                                                                              | 19                                                                              | 34                                                                              | 28                                                                              | 47                                                                              | uit                                                                             |

### Vlaanderen
In de Top 30 van de BRT stond de single 11 weken genoteerd en bereikte het nummer 2 als hoogste notering. In de Ultratop 30 kende het de volgende noteringen:
| Sri Lanka... my Shangri-La in de Vlaamse Ultratop 30 van 7-6-1980 t/m 23-8-1980 | Sri Lanka... my Shangri-La in de Vlaamse Ultratop 30 van 7-6-1980 t/m 23-8-1980 | Sri Lanka... my Shangri-La in de Vlaamse Ultratop 30 van 7-6-1980 t/m 23-8-1980 | Sri Lanka... my Shangri-La in de Vlaamse Ultratop 30 van 7-6-1980 t/m 23-8-1980 | Sri Lanka... my Shangri-La in de Vlaamse Ultratop 30 van 7-6-1980 t/m 23-8-1980 | Sri Lanka... my Shangri-La in de Vlaamse Ultratop 30 van 7-6-1980 t/m 23-8-1980 | Sri Lanka... my Shangri-La in de Vlaamse Ultratop 30 van 7-6-1980 t/m 23-8-1980 | Sri Lanka... my Shangri-La in de Vlaamse Ultratop 30 van 7-6-1980 t/m 23-8-1980 | Sri Lanka... my Shangri-La in de Vlaamse Ultratop 30 van 7-6-1980 t/m 23-8-1980 | Sri Lanka... my Shangri-La in de Vlaamse Ultratop 30 van 7-6-1980 t/m 23-8-1980 | Sri Lanka... my Shangri-La in de Vlaamse Ultratop 30 van 7-6-1980 t/m 23-8-1980 | Sri Lanka... my Shangri-La in de Vlaamse Ultratop 30 van 7-6-1980 t/m 23-8-1980 | Sri Lanka... my Shangri-La in de Vlaamse Ultratop 30 van 7-6-1980 t/m 23-8-1980 | Sri Lanka... my Shangri-La in de Vlaamse Ultratop 30 van 7-6-1980 t/m 23-8-1980 |
| Week                                                                            | 1                                                                               | 2                                                                               | 3                                                                               | 4                                                                               | 5                                                                               | 6                                                                               | 7                                                                               | 8                                                                               | 9                                                                               | 10                                                                              | 11                                                                              | 12                                                                              |                                                                                 |
| ------------------------------------------------------------------------------- | ------------------------------------------------------------------------------- | ------------------------------------------------------------------------------- | ------------------------------------------------------------------------------- | ------------------------------------------------------------------------------- | ------------------------------------------------------------------------------- | ------------------------------------------------------------------------------- | ------------------------------------------------------------------------------- | ------------------------------------------------------------------------------- | ------------------------------------------------------------------------------- | ------------------------------------------------------------------------------- | ------------------------------------------------------------------------------- | ------------------------------------------------------------------------------- | ------------------------------------------------------------------------------- |
| Positie                                                                         | 17                                                                              | 13                                                                              | 9                                                                               | 5                                                                               | 5                                                                               | 4                                                                               | 6                                                                               | 9                                                                               | 19                                                                              | 21                                                                              | 21                                                                              | 23                                                                              | uit                                                                             |

### Overige landen
| Land        | piekpositie | aantal weken |
| ----------- | ----------- | ------------ |
| Oostenrijk  | 6           | 12           |
| Zwitserland | 8           | 6            |
| Duitsland   | 34          | 5            |